# Психолошки рат
Психолошки рат или психолошко ратовање, облик је специјалног рата усмереног на постизање психолошких ефеката у властиту корист. Може се дефинисати као политичка и војна стратегију којом се настоји различитим средствима и методама умањити снага непријатеља, смањити његова отпорност и спремност на борбу, а уједно повећати снага у властитим редовима и придобити што више савезника. За разлику од оружаног сукоба, психолошки рат може се водити и у миру. Пример: Хладни рат између СССР-а и САД, који се манифестовао као прикривено и константно поткопавање ривалског друштвеног поретка, и као слабљење одбране тог друштва у припреми за оружани напад на то друштво. Психолошки рат је био често коришћено средство у ратовима на територији бивше СФРЈ.
Користе се различите технике које имају за циљ да утичу на систем вредности циљне публике, систем веровања, емоције, мотиве, резоновање или понашање. То се користи за подстицање признања или јачање ставова и понашања који су повољни за циљеве зачетника, а понекад се комбинују са црним операцијама или тактиком лажне заставе. Такође се користе за уништавање морала непријатеља кроз тактике које имају за циљ да умањи психолошка подршка трупа.
Циљна публика могу бити владе, организације, групе и појединци, и није ограничена само на војнике. Цивили са страних територија такође могу бити на мети технологије и медија како би изазвали ефекат у власти своје земље.
Постоје докази о психолошком рату кроз писану историју. У модерним временима, напори психолошког ратовања су у великој мери коришћени. Масовна комуникација омогућава директну комуникацију са непријатељским становништвом, и стога је коришћена у многим напорима. Канали друштвених медија и интернет омогућавају кампање дезинформација које спроводе агенти било где у свету.

## Историја

### Рана историја
Још од праисторије, војсковође и поглавице су препознали важност слабљења морала противника. У Бици код Пелуза (525. п. н. е.) између Персијског царства и древног Египта, персијске снаге су користиле мачке и друге животиње као психолошку тактику против Египћана, који су избегавали да повреде мачке због верских уверења и чини.
Наклоност присталица била је друга страна психолошког рата, а рани практичар овога био је Александар Велики, који је успешно освојио велике делове Европе и Блиског истока и задржао своје територијалне добити кооптирањем локалне елите у грчку администрацију и културу. Александар је оставио неке од својих људи у сваком освојеном граду да би увео грчку културу и угњетавао дисидентске ставове. Његовим војницима је исплаћиван мираз да се женидбу са мештанима у настојању да се подстакне асимилација.
Џингис Кан, вођа Монголског царства у 13. веку, користио је мање суптилне технике. Поразити вољу непријатеља пре него што је морао да нападне и постигне договорено решење било је боље него суочити се са његовим гневом. Монголски генерали су тражили покорност кану и претили су првобитно заробљеним селима потпуним уништењем ако одбију да се предају. Ако су морали да се боре да заузму насеље, монголски генерали су испунили своје претње и масакрирали преживеле. Приче о нападачкој хорди прошириле су се на суседна села и створиле ауру несигурности која је поткопала могућност будућег отпора.
Џингис Кан је такође користио тактике које су чиниле да је бројност његове армије изгледала већа него што је заправо била. Током ноћних операција наредио је сваком војнику да у сумрак запали три бакље како би створио илузију надмоћне војске, те заварао и застрашио непријатељске извиђаче. Такође је понекад имао предмете везане за репове својих коња, тако да је јахање по отвореним и сувим пољима подизало облак прашине који је на непријатеља остављао утисак великог броја. Његови војници су користили стреле посебно урезане да звижде док су летеле кроз ваздух, стварајући застрашујућу буку.
Током ране династије Ћин и касне источне династије Џоу у Кини у 1. веку, стратегија празне тврђаве је коришћена да би преварила непријатеља да поверује да је празна локација заседа, како би их спречило да је нападну користећи реверзну психологију. Ова тактика се такође ослањала на срећу, ако непријатељ верује да је локација претња за њих.
У 6. веку пре нове ере грчки Бијас Приенски се успешно одупро лидијском краљу Алијату тако што је утовио пар мазги и протерао их из опкољеног града. Када је Алијатов изасланик послат у Пријен, Бијас је имао гомиле песка прекривене пшеницом да би оставио утисак о обиљу ресурса.

### Модерна историја

#### Први светски рат
Почетак савремених психолошких операција у рату углавном се датује у Први светски рат. До тог времена, западна друштва су бивала све образованија и урбанизованија, а масовни медији су били доступни у виду тиражних новина и постера. Такође је било могуће пренети пропаганду непријатељу коришћењем летака бачених из авиона или путем експлозивних система испоруке попут модификованих артиљеријских или минобацачких пројектила.
На почетку рата, зараћене стране, посебно Британци и Немци, почели су да шире пропаганду, како на домаћем, тако и на Западном фронту. Британци су имали неколико предности које су им омогућиле да успеју у борби за светско мишљење; имали су један од најугледнијих система вести на свету, са много искуства у међународној и међукултуралној комуникацији, и контролисали су већи део подморског кабловског система који је тада био у функцији. Ове способности су лако пренете на задатак ратовања.
Британци су имали и дипломатску службу која је одржавала добре односе са многим народима широм света, за разлику од репутације немачких служби. Док су немачки покушаји да подстакну револуцију у деловима Британске империје, као што су Ирска и Индија, били неефикасни, велико искуство на Блиском истоку омогућило је Британцима да успешно подстакну Арапе на устанак против Отоманског царства.
У августу 1914. Дејвид Лојд Џорџ је именовао члана парламента (МП), Чарлса Мастермана, да предводи Пропагандну агенцију у Велингтон Хаусу. За задатак су ангажовани истакнути књижевни таленти, и учесници су били Артур Конан Дојл, Форд Медокс Форд, Г. К. Честертон, Томас Харди, Радјард Киплинг и H. G. WellsХ. Г. Велс. Преко 1.160 памфлета је објављено током рата и дистрибуирано неутралним земљама, а на крају и Немачкој. Једна од првих значајних публикација, Извештај о наводним немачким злочинима из 1915. године, имала је велики утицај на опште мишљење широм света. Памфлет је документовао злочине, како стварне тако и наводне, које је починила немачка војска над белгијским цивилима. Холандски илустратор, Луис Ремекерс, произвео је веома емотивне цртеже који су се појавили у памфлету.
Године 1917, Биро је припао новом Одељењу за информације и разгранао се на телеграфске везе, радио, новине, часописе и биоскоп. Године 1918, виконт Нортклиф је постављен за директора пропаганде у непријатељским земљама. Одељење је било подељено између пропаганде против Немачке коју је организовао Х.Џ. Велс и пропаганде против Аустро-Угарске империје коју су надгледали Викам Стид и Роберт Вилијам Ситон-Вотсон; покушаји потоњег били су фокусирани на недостатак етничке кохезије у Царству и подстакли незадовољство мањина као што су Хрвати и Словенци. То је имало значајног утицаја на коначни слом Аустроугарске војске у Бици код Виторио Венета.
Над немачким рововима бачени су летци из ваздуха са разгледницама ратних заробљеника са детаљима о њиховим хуманим условима, обавештењима о предаји и општом пропагандом против Кајзера и немачких генерала. До краја рата, MI7b је поделио скоро 26 милиона летака. Немци су почели да пуцају на пилоте који су бацали летке, што је навело Британце да развију беспилотне балоне с лецима који су лебдели по ничијој земљи. Најмање сваки седми од ових летака војници нису предали претпостављенима, упркос строгим казнама за тај прекршај. Чак је и генерал Хинденбург признао да су „несумљиво многе хиљаде конзумирале отров“, а ратни заробљеници су признали да су разочарани пропагандним лецима који су приказивали употребу немачких трупа као пуких топовских мета. Британци су 1915. године почели да редовно бацају из ваздуха новине у виду летака под називом Le Courrier de l'Air за цивиле у Француској и Белгији под немачком окупацијом.